# Stroudia
Stroudia är ett släkte av steklar. Stroudia ingår i familjen Eumenidae.

## Dottertaxa tillStroudia, i alfabetisk ordning[1]
- Stroudia abnormis
- Stroudia aestimabilis
- Stroudia albofasciata
- Stroudia anarchia
- Stroudia anomaliventris
- Stroudia areata
- Stroudia areatoides
- Stroudia armata
- Stroudia basipunctata
- Stroudia bellicosa
- Stroudia bidentella
- Stroudia brevior
- Stroudia corallina
- Stroudia despecta
- Stroudia emarginata
- Stroudia emilaevigata
- Stroudia eumeniformis
- Stroudia fusiformis
- Stroudia guillarmodi
- Stroudia hertae
- Stroudia hessei
- Stroudia hirta
- Stroudia inaequalis
- Stroudia incuriosa
- Stroudia insueta
- Stroudia juvenilis
- Stroudia kaokoveldensis
- Stroudia laikipia
- Stroudia longisissimus
- Stroudia longula
- Stroudia marcelli
- Stroudia micella
- Stroudia minima
- Stroudia moesta
- Stroudia nodosa
- Stroudia pacifica
- Stroudia plumosa
- Stroudia pseudeumenes
- Stroudia pulcherrima
- Stroudia pulla
- Stroudia punctaticornis
- Stroudia raphiglossoides
- Stroudia rufipetiolata
- Stroudia sexpunctata
- Stroudia simillima
- Stroudia simplicissima
- Stroudia spinicornis
- Stroudia stenosoma
- Stroudia striatella
- Stroudia striatelloides
- Stroudia striaticlypeus
- Stroudia tricolor